# Cuima
Cuima (auch Cuíma) ist eine Kleinstadt und ein Landkreis in Angola.
Der Fluss Kunene durchfließt den Kreis Cuima.

## Geschichte
Unter portugiesischer Kolonialverwaltung wurde die Ortschaft zur Kleinstadt (Vila) erhoben.
Im Zuge der Gebietsreform Ende 2024 wurde Cuima ein eigenständiger Kreis.

## Verwaltung
Bis zur Gebietsreform vom 5. September 2024 war Cuima eine Gemeinde (Comuna) des Kreises (Municipio) von Caála, seither ist es ein eigenständiger Landkreis (Umsetzung erst in 2025).
Der Kreis Cuima besteht aus zwei Gemeinden (Comunas):
- Catata, mit 33.691 Einwohnern (2014)
- Cuima, mit 62.283 Einwohnern (2014), im Jahr 2023 waren es hier ca. 76.000 Einwohner (2023)[3]

## Wirtschaft
Landwirtschaft, etwas Viehzucht und zunehmend Forstwirtschaft sind die wichtigsten wirtschaftlichen Standbeine des Kreises Cuima. Eine an der Hochschule Instituto Superio Politécnico in Caála veröffentlichte Studie aus dem Jahr 2023 regt die Einrichtung eines Versorgungsladens für landwirtschaftlichen Bedarf im Ortszentrum von Cuima an, um die Versorgung der lokalen Landwirte mit Saatgut, Arbeitsmaterial, Maschinen und Geräten zu verbessern und damit das landwirtschaftliche Potential der Region besser zu nutzen.
Das zu kolonialen Zeiten hier aufgeforstete Waldgebiet (perímetro florestal do Cuima) ist heute durch Abholzung bedroht, da die staatliche Aufforstung mit Zedern, Eukalypten und Kiefern die zuletzt rasant voranschreitende Abholzung nicht auszugleichen vermag. So verlor das Waldgebiet allein zwischen 2019 und 2022 etwa 45 % seines Bestandes.
Im Oktober 2023 bewilligte die Regierung den mit 60 Mio. Euro finanzierten asphaltierten Weiterbau der Nationalstraße 120 (Estrada Nacional EN120) auf dem 56 km langen Teilstück zwischen Cuima und Chipindo. Die bisher oft schwer befahrbare Piste soll als ausgebaute Straße die wirtschaftliche Entwicklung der Region beflügeln und ist ein wichtiges Verbindungsglied zwischen der Provinz Huambo und der Provinz Huíla.

## Persönlichkeiten
- Der konservative portugiesische Politiker Vítor Sá Machado (1933–2002) wurde hier geboren.
- Der angolanische Geistliche Pedro Luís António (1921–2014), späterer Bischof von Kwito-Bié, war eine Zeit lang hier tätig.